# Riket vid vägens slut
För filmen med motsvarande namn, se Arn – Riket vid vägens slut.
Riket vid vägens slut är en historisk roman av Jan Guillou publicerad år 2000. Boken är den tredje delen i serien om tempelriddaren Arn Magnusson.

## Handling
Arn Magnusson återvänder år 1192 från Heliga landet till klostret i Varnhem i Västra Götaland. Han färdas i sällskap med saracenska och kristna hantverkare och läkare, som han har städslat i sin tjänst. Dessutom har han med sig flera vagnslaster med dyrbara varor och guld. I Västra Götaland rasar som alltid striden om makten. Även Cecilias botgöringstid är nu slut. Cecilia och Arn ser dock hur denna maktkamp kan komma att förhindra att de nu kan gifta sig. Cecilias vän från klostertiden, numera drottning Cecilia Blanka, lyckas dock rätta till denna situation och Arn och Cecilia kan fira bröllop. Detta utlöser en schism mellan Arn och hans farbror, Birger Brosa (som är kung Knuts riksjarl och jarl för Folkungaätten).
Arn och Cecilia bosätter sig på gården Forsvik, som Cecilia fått i morgongåva av Arns släkt. Nu avslöjar Arn sina planer på vad han ska använda sin stora förmögenhet och de utländska hantverkarna till: Han ska rusta Folkungaätten så stark, att ingen kan stå den emot, för att därigenom säkra freden i Västra och Östra Göta länder. Det ska ske genom att man bygger tre ointagliga borgar (varav en är Arnäs). Dessutom ska han förvandla Forsvik till en kombination av hantverks- och handelscentrum, där det även ska finnas en krigsskola, där man utbildar unga Folkungar till riddare, enligt de stridsmetoder som Arn lärt sig i Heliga landet. Genom utvidgad handel (som ger makt genom pengar), överlägsen militär styrka och borgarna, kan Folkungaätten garantera tronen åt den Erikska ätten - så länge som Folkungarna väljer att stödja dem. För den tredje kistan med guld ska han bygga om Forshems kyrka, som är gårdens Arnäs kyrka och helga den åt Guds Grav i Jerusalem.
Arns plan att rusta för fred fungerar bra under flera år. Hundratals "forsvikare" utbildas till riddare. Forsvik blir en viktig handelsstation, där även stora mängder värdefulla varor produceras, tack vare kunskaperna som Arn förde med sig genom sin utländska arbetskraft. Men framgången beror också på att både Arn och Cecilia är skickliga affärsmän; under sin tid som borgherre i Gaza var Arn ansvarig för tempelriddarnas vidlyftiga handel till och från denna borg. Cecilia var under sin tid på klostren Gudhem och Riseberga yconoma, det vill säga den som skötte klostrets bokföring.
Arn och Cecilia är mycket lyckliga och får med tiden en dotter, Alde. Deras nu vuxne son Magnus gifter sig med den vackra och kloka Ingrid Ylva. Magnus och Ingrid Ylva får fem söner, Birger, Eskil, Bengt, Karl och Elof Magnusson. 
Men maktbalansen rubbas då kung Knut Eriksson dör. En tronstrid bryter ut, där å ena sidan Erik, Knuts son och å andra sidan Sverker (son till Karl Sverkersson och sonson till Sverker den äldre), gör båda anspråk på kungatiteln. Sverker är befryndad med den danske kungen Valdemar Sejr, som stöder Sverker i förhoppning att kunna sätta denne som sin lydkung i Östra och Västra Göta länder. Till varje pris måste ett krig med danskarna undvikas - Folkungarna är ännu inte starka nog att kunna stå emot danska trupper. Folkungarna enas därför om, att stödja Sverker som kung, förutsatt att Knuts äldste son Erik Jarl blir kung efter Sverkers död. Kung Sverker slår sig ner på borgen Näs på Visingsö. Där håller han även Knuts söner, Erik, Jon, Joar och Knut officiellt som gäster, men i praktiken som gisslan.
Arn har dock planterat en spion på kungens Näs - den unge forsvikaren och Folkungen Sune Folkesson, som låtsas vara desertör och överlöpare till den Sverkerska sidan. Sune städslas som hovpage på Näs. Knuts söner behandlar honom med förakt. Sune förälskar sig i kungens dotter Helena och vinner även hennes gunst. Genom Helena får Sune reda på, att kung Sverker har för avsikt att döda Knuts söner. Helena och Sune ertappas och Sune kastas i fängelse. Men med Helenas hjälp lyckas han få iväg Knuts söner från Näs och flyr även själv tillbaka till Forsvik, där han berättar för Arn om kung Sverkers planer. Helena sänds iväg av kung Sverker för förvaring på Vreta kloster. Knuts söner göms under tiden på den lilla gården Älgarås.
Men kung Sverker får reda på att tre av Knuts söner finns på Älgarås och sänder en här dit för att döda dem. Folkungarna anländer dit när det redan är för sent. Men säger upp sin ed till kung Sverker, som tvingas att gå i exil till Danmark. Erik blir kung och Arn blir hans marsk. 
År 1208 återvänder dock Sverker till Västra Götaland för att kräva kungakronan åter. Med sig har han en här på 12 000 man, bland annat riddare i rustning. Det avgörande slaget kommer att stå den 31 januari i Lena. Arn använder långbågsskyttar, som överöser ryttare och fotfolk med ett moln av pilar som förmörkar himlen och dödar allt som kommer i dess väg. Kung Erik skonar Sverkers liv, mot att denne lovar att för alltid stanna i Danmark och att inte mer göra anspråk på tronen.
På sommaren år 1210 återvänder Sverker med en ny dansk här. Arn använder nu en ny taktik. Genom gerillaräder mot de danska trupperna försvagar han dem. Avgörandet står vid Gestilren i ett stort slag, där Arns strategi är att använda kavalleri på korsriddarvis, på det sätt som lärts ut på Forsvik. Hans plan lyckas och de slår de danska trupperna. Sune Folkesson är en av de män som är med om att döda kungakrävaren Sverker. Men segern är dyrköpt, eftersom de vilda svearnas skara inte kunnat hålla på disciplinen, utan rusat iväg i blodtörst. Bland de stupade på slagfältet finns bland andra Arns son Magnus Måneskjöld. Arn själv blir dödligt skadad av en lansstöt i sidan.
Efter striden rider riddare Sune Folkesson i täten för en skvadron forsvikare direkt till Vreta kloster, där de dödar de Sverkerska trupper som bevakar klostret. Då Sverkers dotter Helena upptäcker Folkungarna i sina blå mantlar, rusar hon ut ur klostret. De omfamnar varandra och de rider iväg, för att leva tillsammans resten av sina liv.
Arns dödskamp blir utdragen. Vid hans sida på Forsnäs vakar hans hustru Cecilia Rosa och deras dotter Alde. En av Magnus' söner Birger besöker sin älskade farfar vid dödsbädden. Arn säger, att Birger kommer att bli den som leder riket i framtiden. Han ber därför att Birger inte ska göra det från en så osäker plats som kungens Näs - han har ju själv varit med om att där döda kung Karl Sverkersson (i Vägen till Jerusalem). Istället, säger han skall Birger bygga en ny stad i Svealand, som ett lås för Mälaren och styra sitt rike därifrån, eftersom han skulle komma att mest av allt behöva svearnas stöd och "var det så att inget annat hjälpte så fick man väl kalla det nya riket för Svea rige", säger Arn. "Eftersom Arn fortfarande talade folkmålet mer som en dansk än som en götisk man lät det i Birgers öron som om han hade sagt Sverige." Arn skänker Birger sitt svärd som han fått som gåva av Saladin innan han lämnade Heliga landet ("Tempelriddaren").